# Ягубов, Геннадий Владимирович
Геннадий Владимирович Ягубов (род. 17 апреля 1968 года, Будённовск, Ставропольский край, СССР) — российский государственный и политический деятель. Сенатор Российской Федерации — представитель от законодательной власти Ставропольского края, член Комитета Совета Федерации по аграрно-продовольственной политике и природопользованию.
Председатель Ставропольской краевой думы (29 сентября 2016 — 30 сентября 2021). Секретарь Ставропольского регионального отделения партии «Единая Россия» (13 октября 2015 — 1 ноября 2019). Руководитель МУП «Комбинат благоустройства» города Будённовска (2005—2009).
Находится под персональными международными санкциями всех стран ЕС, Великобритании, США, Канады, Швейцарии, Австралии, Украины, Новой Зеландии.

## Биография
Родился в городе Будённовске, в 1968 году.
В 1985 году окончил среднюю школу. Обучался в Ставропольском государственном политехническом институте, который окончил в 1992 году по специальности «Эксплуатация автомобильного транспорта», получив квалификацию инженера по эксплуатации автомобильного транспорта.
С 1986 по 1988 год проходил срочную службу в армии в ракетных войсках стратегического назначения.
В 2004 году получил второе высшее образование, окончив Ставропольский аграрный университет по специальности «Электрификация и автоматизация сельского хозяйства».
С июня 2005 года возглавил МУП города Будённовска «Комбинат благоустройства».
В 2007 году стал выпускником Президентской программы подготовки управленческих кадров по специальности «менеджмент» и был включен в состав кадрового резерва специалистов страны.
С марта 2009 года — депутат Ставропольской краевой думы.
18 сентября 2016 года переизбран депутатом Ставропольской краевой думы VI созыва.
Входит в состав Президиума регионального политического совета и политсовета Будённовского местного отделения партии «Единая Россия».
В 2015—2019 годах — секретарь Ставропольского регионального отделения партии «Единая Россия».
С 29 сентября 2016 по 30 сентября 2021 года — председатель Ставропольской краевой думы. Покинул пост спикера 30 сентября 2021 года.
30 сентября 2021 года избран сенатором Российской Федерации — представителем от законодательной власти Ставропольского края. Член комитета Совета Федерации по федеративному устройству, региональной политике, местному самоуправлению и делам Севера с 30 сентября 2021 года.
На 1 января 2024 года перешёл в Комитет Совета Федерации по аграрно-продовольственной политике и природопользованию. 

## Международные санкции
Из-за поддержки российской агрессии и нарушения территориальной целостности Украины во время российско-украинской войны находится под персональными международными санкциями разных стран. С 9 марта  2022 года находится под санкциями всех стран Европейского союза. С 15 марта 2022 года находится под санкциями Великобритании. С 30 сентября 2022 года находится под санкциями Соединенных Штатов Америки «за аннексию Путиным регионов Украины» и одобрения закона о фейках. С 23 марта 2022 года находится под санкциями Канады. С 16 марта 2022 года находится под санкциями Швейцарии. С 21 апреля 2022 года находится под санкциями Австралии. Указом президента Украины Владимира Зеленского от 7 сентября 2022 находится под санкциями Украины. С 3 мая 2022 года находится под санкциями Новой Зеландии.

## Награды
- Почетная грамота РАО ЕЭС России[4].
- В декабре 2016 года отмечен благодарностью Председателя Совета Федерации Федерального Собрания Российской Федерации Валентины Ивановны Матвиенко за многолетний добросовестный труд, большой вклад в развитие законодательства Ставропольского края и активную депутатскую деятельность.
- В марте 2017 года отмечен благодарностью Президента Российской Федерации Владимира Владимировича Путина за активное участие в общественно-политической жизни российского общества.[9]

## Личная жизнь
Женат. Имеет от брака двух сыновей.